# Alfred James Jolson

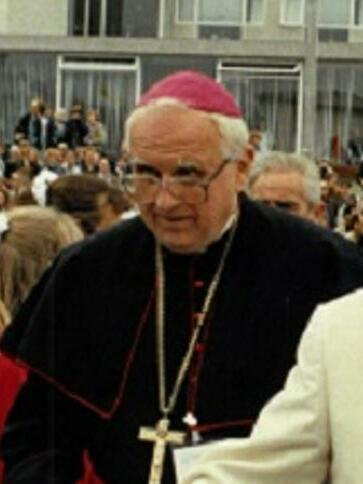
Alfred James Jolson (1989)

Alfred James Jolson SJ (* 18. Juni 1928 in Bridgeport, Connecticut, USA; † 21. März 1994 in Pittsburgh, USA) war römisch-katholischer Bischof von Reykjavík.  

## Leben
Alfred James Jolson trat der Ordensgemeinschaft der Gesellschaft Jesu bei und studierte am US-amerikanischen Boston College und dem englischen Weston College. An der Harvard University graduierte er mit einem MBA, an der Päpstlichen Universität Gregoriana wurde er in Ökonomie promoviert (PhD). Alfred Jolson empfing am 14. Juni 1958 das Sakrament der Priesterweihe. Er war langjähriger Lehrer und Professor an jesuitischen Hochschulen in Italien, Rhodesien, Irak und in den Vereinigten Staaten, darunter an der Saint Joseph’s University in Philadelphia.
1987 wurde er von Papst Johannes Paul II. zum Bischof von Reykjavík ernannt. Die Bischofsweihe spendete ihm John Joseph Kardinal O’Connor, Erzbischof von New York; Mitkonsekratoren waren der Bischof von Helsinki Paul Verschuren SCI und der Bischof von Bridgeport Walter William Curtis.
Er starb nach einer Bypass-Operation im Mercy Hospital in Pittsburgh.